# Dražen Mužinić
Dražen Mužinić (* 25. Januar 1953 in Split, SFR Jugoslawien, heute Kroatien), Spitzname Frfa, ist ein ehemaliger jugoslawischer Fußballspieler.
Der defensive Mittelfeldspieler gehört zur so genannten „goldenen Generation“ der 1970er Jahre des Vereins Hajduk Split und war einer von nur 5 Spielern aus dieser Epoche (die anderen sind Mario Boljat, Mićun Jovanić, Ivica Matković und Luka Peruzović), die mit Hajduk alle 4 in diesem Zeitraum errungenen Meistertitel gewannen. Er war insbesondere für seinen großen Kampfgeist bekannt.
Heute ist Mužinić bereits seit einigen Jahren als Scout für Hajduk Split tätig.

## Karriere

### Verein
Bereits als Jugendlicher wurde Mužinić von Hajduk Split erstmals in der ersten kroatischen Liga eingesetzt: In der Spielzeit 1969/70 absolvierte er zwölf Spiele und erzielte zwei Tore. In den folgenden Jahren gewann er mit Hajduk vier jugoslawische Meistertitel und wurde fünf Mal Pokalsieger.
Von 1980 bis 1982 spielte er für Norwich City in England.

### Nationalmannschaft
In der jugoslawischen Nationalmannschaft wurde Dražen Mužinić erstmals am 17. April 1974 im Spiel gegen die UdSSR eingesetzt. Er absolvierte je zwei Spiele bei der Fußball-Weltmeisterschaft 1974 in Deutschland und der Fußball-Europameisterschaft 1976 in Jugoslawien. Insgesamt absolvierte der Mittelfeldspieler 32 Länderspiele für Jugoslawien und erzielte dabei ein Tor.

### Erfolge
- Jugoslawischer Meister (4): 1970/71, 1973/74, 1974/75, 1978/79
- Jugoslawischer Pokalsieger (5): 1972, 1973, 1974, 1976, 1977
- Jugoslawiens Fußballer des Jahres: 1977